# Reacción de Zinin
La reacción de Zinin o reducción de Zinin fue descubierta por el químico orgánico ruso Nikolái Zinin (1812-1880). Implica la conversión de nitroderivados aromáticos, como el nitrobenceno, en aminas por reducción con sulfuros de sodio.

## Mecanismo de reacción
La estequiometría de la reacción es:
ArNO2 + 3 H2S → ArNH2 + 3 S + 2 H2O

## Otros ejemplos
- Reducción de 4,6 (5,7) -dinitro y 5,6-dinitrobenzimidazoles.[4]